# Oberaarrothorn
Oberaarrothorn är ett berg på gränsen mellan kantonerna Bern och Valais i Schweiz. Det är beläget i Bernalperna, cirka 75 kilometer sydost om huvudstaden Bern. Berget ligger söder om Oberaarhorn. Toppen på Oberaarrothorn är 3 477 meter över havet.